# Liste der Bodendenkmäler in Arrach
Auf dieser Seite sind die Bodendenkmäler in der Oberpfälzer Gemeinde Arrach zusammengestellt. Diese Tabelle ist eine Teilliste der Liste der Bodendenkmäler in Bayern. Grundlage ist die Bayerische Denkmalliste, die auf Basis des Bayerischen Denkmalschutzgesetzes vom 1. Oktober 1973 erstmals erstellt wurde und seither durch das Bayerische Landesamt für Denkmalpflege geführt wird. Die folgenden Angaben ersetzen nicht die rechtsverbindliche Auskunft der Denkmalschutzbehörde.

## Bodendenkmäler der Gemeinde Arrach

### Bodendenkmäler im Ortsteil Arrach
| Lage              | Objekt                                                                         | Akten-Nr.     | Bild |
| ----------------- | ------------------------------------------------------------------------------ | ------------- | ---- |
| Arrach (Standort) | Untertägige Befunde der abgebrochenen frühneuzeitlichen Dorfkapelle in Arrach. | D-3-6843-0027 |      |

### Bodendenkmäler im Ortsteil Haibühl
| Lage               | Objekt | Akten-Nr.     | Bild |
| ------------------ | --- | ------------- | ---- |
| Haibühl (Standort) | Archäologische Befunde im Bereich der Katholischen Kirche St. Wolfgang in Haibühl, darunter die Spuren des frühneuzeitlichen Vorgängerbaus und eines frühneuzeitlichen Pestfriedhofes. | D-3-6744-0008 |      |